# Industrie pyrotechnique
L'industrie pyrotechnique est la branche du secteur de l'industrie chimique et de l'industrie de l'armement consacrée à la production, à la transformation, au commerce et à l'utilisation de substances et de produits explosifs destinés à des applications civiles ou militaires. 

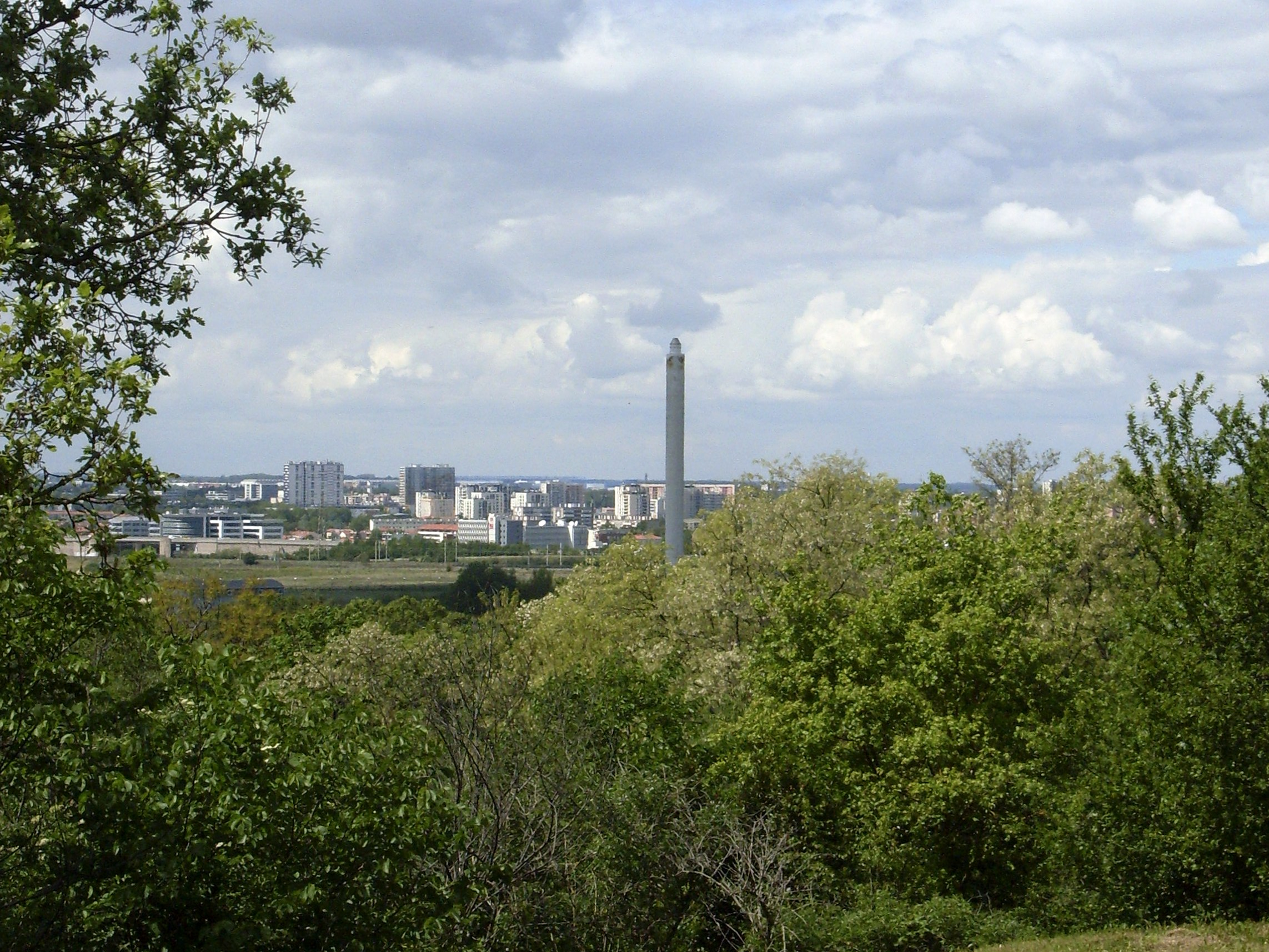
Cheminée de l'usine de la SNPE sur l'île du Ramier à Toulouse